# Retz

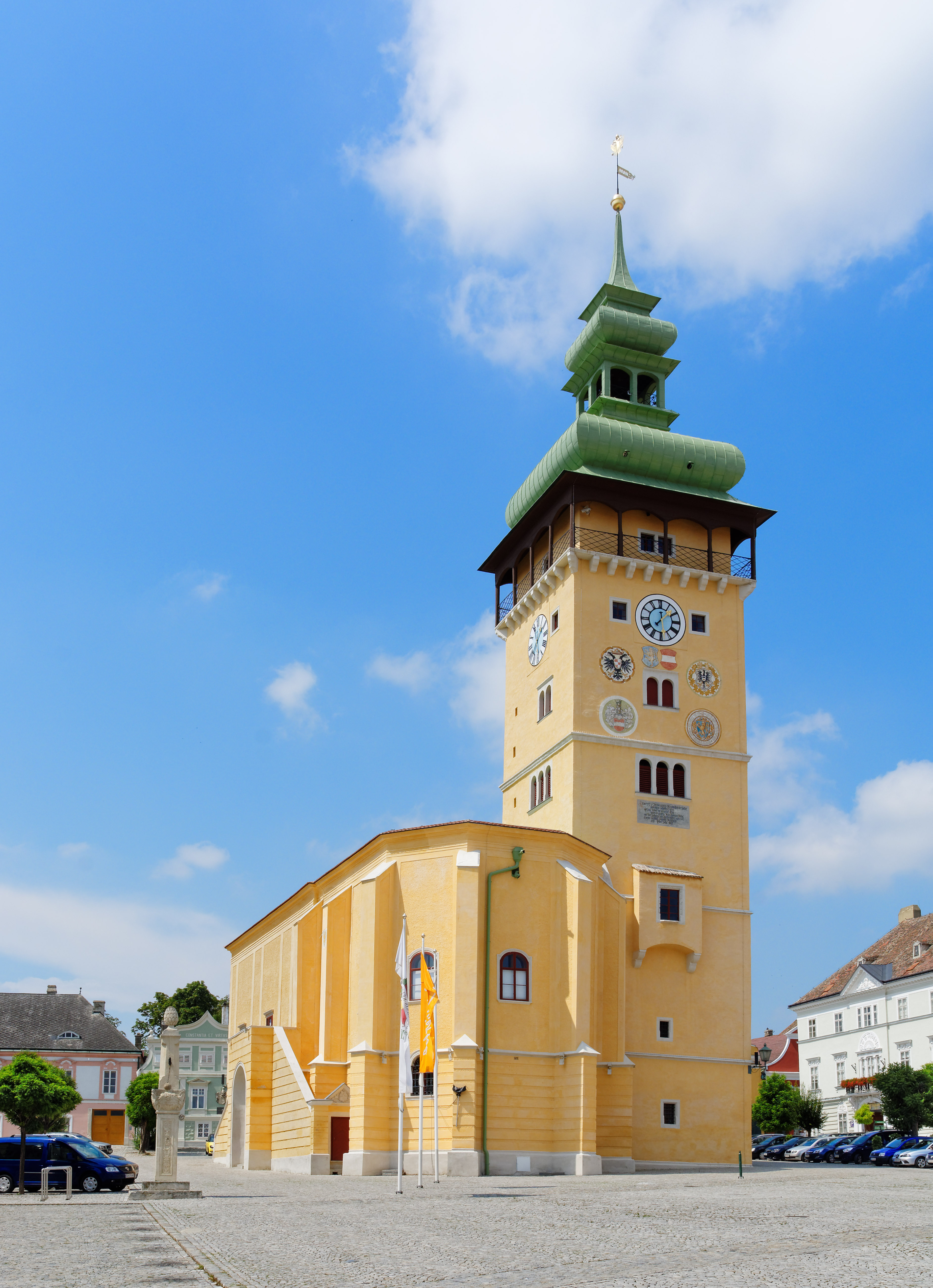
Ehemaliges Rathaus von Retz

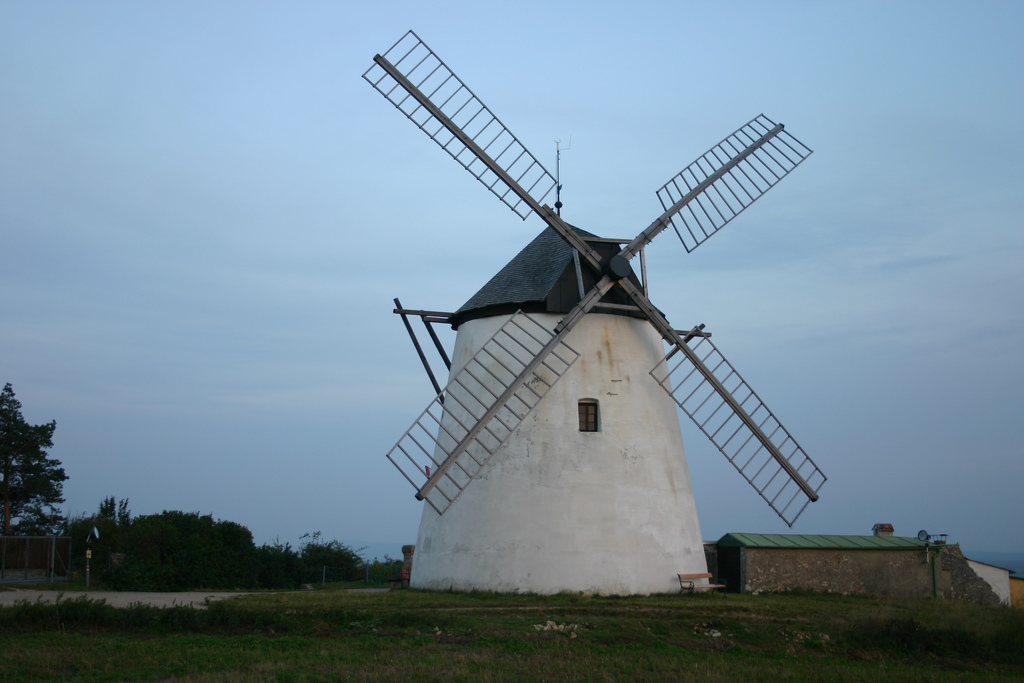
Windmühle in Retz

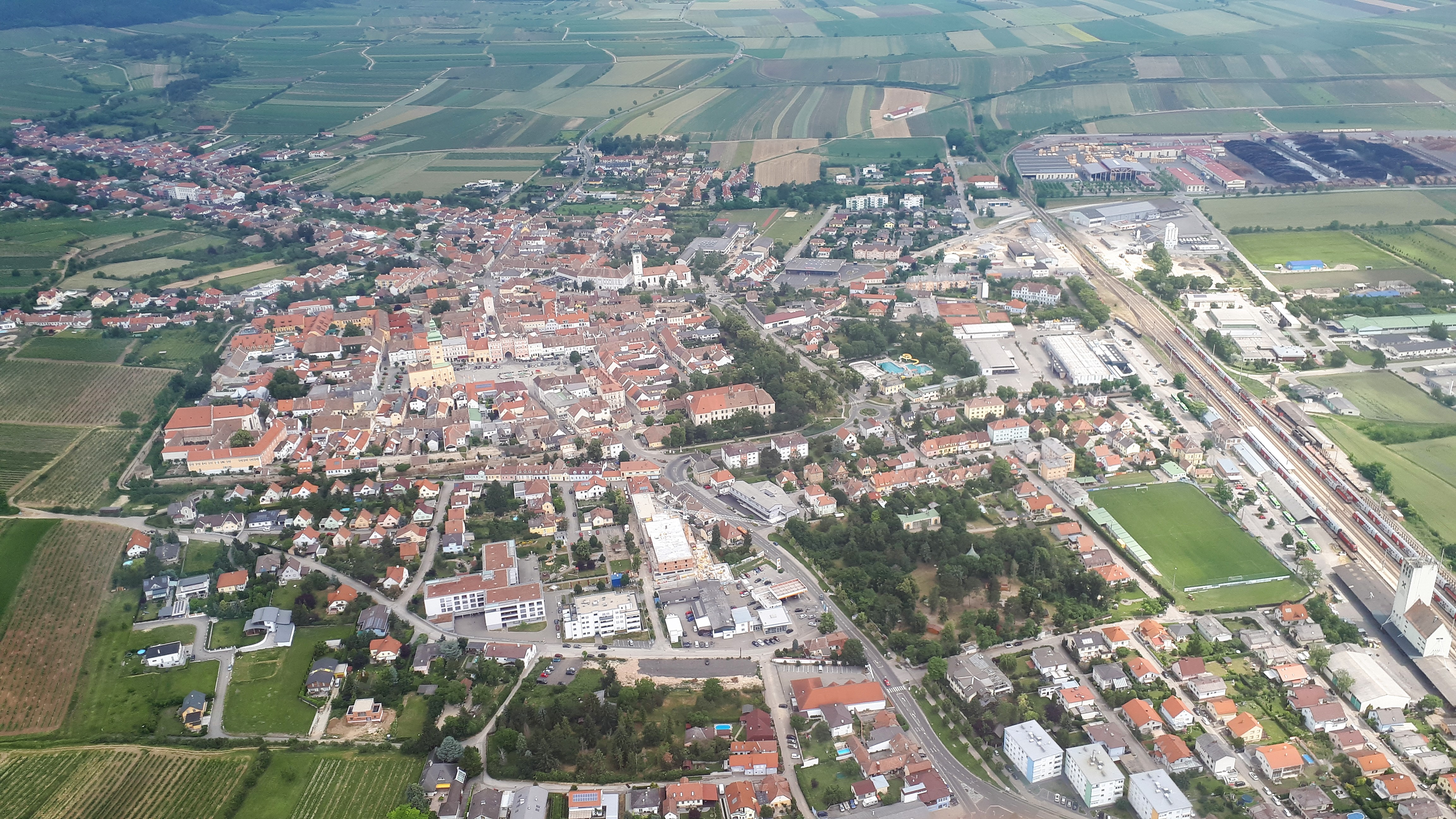
Luftaufnahme von Retz, Juni 2019

Retz ist eine Stadtgemeinde mit 4189 Einwohnern (Stand 1. Jänner 2025) im Bezirk Hollabrunn im Bundesland Niederösterreich in Österreich. Die Weinstadt befindet sich nahe der tschechischen Grenze, zwölf Kilometer entfernt von Znaim.

## Geographie
Retz liegt im nordwestlichen Weinviertel. Die Fläche der Stadtgemeinde umfasst 45,11 Quadratkilometer. 11,83 Prozent der Fläche sind bewaldet.
Retz ist in den Jahren 2004 bis 2009 jeweils der niederschlagsärmste Ort Österreichs gewesen.

### Gemeindegliederung
Das Gemeindegebiet umfasst folgende sechs Ortschaften (in Klammern Einwohnerzahl Stand 1. Jänner 2025):
- Hofern (64)
- Kleinhöflein (288)
- Kleinriedenthal (163)
- Obernalb (548)
- Retz (2383)
- Unternalb (743)

Die Gemeinde besteht aus den Katastralgemeinden Hofern, Kleinhöflein, Kleinriedenthal, Obernalb, Retz Altstadt, Retz Stadt und Unternalb.

### Nachbargemeinden
| Weitersfeld (HO) | Hardegg                                     | Retzbach    |
| Schrattenthal    | Kompassrose, die auf Nachbargemeinden zeigt | Pernersdorf |
|                  | Zellerndorf                                 |             |

Da die Gemeinde Schrattenthal den westlichen Teil der Gemeinde Zellerndorf abtrennt, grenzen diese beiden Gemeinden jeweils zwei Mal an Retz.

### Klima
|                        | Jan  | Feb  | Mär  | Apr  | Mai  | Jun  | Jul  | Aug  | Sep  | Okt  | Nov  | Dez  |   |      |
| Mittl. Temperatur (°C) | −1,1 | 0,3  | 4,6  | 9,9  | 14,8 | 17,7 | 19,9 | 19,6 | 14,9 | 9,6  | 4,0  | −0,1 | ⌀ | 9,6  |
| Mittl. Tagesmax. (°C)  | 2,0  | 4,2  | 9,3  | 15,5 | 20,5 | 23,4 | 26,1 | 25,8 | 20,3 | 14,0 | 7,0  | 2,5  | ⌀ | 14,3 |
| Mittl. Tagesmin. (°C)  | −3,6 | −2,5 | 1,1  | 5,4  | 10,1 | 12,9 | 14,8 | 14,7 | 10,7 | 6,2  | 1,6  | −2,3 | ⌀ | 5,8  |
|                        |      |      |      |      |      |      |      |      |      |      |      |      |   |      |
| Niederschlag (mm)      | 21   | 19   | 31   | 32   | 58   | 67   | 64   | 60   | 47   | 28   | 31   | 25   | Σ | 483  |
|                        |      |      |      |      |      |      |      |      |      |      |      |      |   |      |
| Luftfeuchtigkeit (%)   | 73,4 | 64,7 | 56,2 | 49,5 | 51,7 | 51,5 | 49,0 | 47,8 | 54,7 | 63,1 | 74,3 | 77,7 | ⌀ | 59,4 |

| −3,6 |

| −2,5 |

| 1,1 |

| 5,4 |

| 10,1 |

| 12,9 |

| 14,8 |

| 14,7 |

| 10,7 |

| 6,2 |

| 1,6 |

| −2,3 |

| −3,6 |

| −2,5 |

| 1,1 |

| 5,4 |

| 10,1 |

| 12,9 |

| 14,8 |

| 14,7 |

| 10,7 |

| 6,2 |

| 1,6 |

| −2,3 |

## Geschichte
Bereits im Neolithikum war das Ufer des trockengelegten Retzer Sees besiedelt, wie zahlreiche Funde belegen.

### Mittelalter
Im Bereich des heutigen Angers von Retz bildete sich ein Dorf, welches schon 1180 als „Rezze“ (slawisch rěčica, bedeutet so viel wie „kleiner Fluss“, wobei es sich vermutlich um den Retzbach handelte) bezeichnet wurde.
Rudolf von Habsburg verlieh Graf Berthold von Rabenswalde (1278–1312) Grafschaft und Herrschaft Hardegg als Lehen. Der Graf blieb nicht lange in Hardegg, sondern zog nach Retz, wo er das Dominikanerkloster stiftete (die Dominikanerkirche wurde 1295 fertiggestellt) und schließlich um 1300 auch die Stadt Retz gründete.
1314 gelangte die Grafschaft Retz und Hardegg aus Besitzungen der Käfernburger an das Geschlecht der Querfurter – Linie Maidburg-Hardegg, welche 1483 erlosch.
Um 1343 wurde der Prediger Franz von Retz geboren. Er reformierte den Dominikanerorden, lehrte an der Universität Wien, war fünfmal deren Dekan und vertrat die Universität auch auf dem Konzil von Pisa. Er starb am 8. September 1427 in Wien.
Am 25. November 1425 eroberten die Hussiten Retz und wenige Tage später Schrattenthal und Pulkau. Die Stadt wurde zerstört und viele Bewohner getötet. Eine Chronik aus Klosterneuburg berichtet von 6000 Gefangenen, darunter Graf Heinrich von Maidburg-Hardegg, die nach Prag geführt wurden. Nahezu 8000 Mann sollen erschlagen und über 30 katholische Kirchen zerstört worden sein. 1431 erneuter Raubzug der Hussiten.
1467 wurde die Bürgerspitalskapelle zwischen dem Verderberhaus und dem Znaimer Tor geweiht und 1783 wieder säkularisiert. Heute dient sie unter dem Namen „Museum Retz“ (in Retz als „Bürgerspital“ bekannt) als Stadtsammlung und Heimstätte der Südmährischen Galerie.
Nach dem Wiederaufbau eroberte nach einer Belagerung von vier Tagen Matthias Corvinus am 12. Oktober 1486 die Stadt. Bis 1490 gehörte Retz zu seinem Herrschaftsgebiet. In dieser Zeit erhielt die Stadt jene den Weinhandel betreffenden Privilegien, die den künftigen Reichtum der Stadt begründeten. Diesen Privilegien verdankt Retz auch die ausgedehnten und mehrstöckigen Kelleranlagen. Heute werden sie für Führungen genutzt und während der Adventszeit für einen Adventmarkt.

### 16. und 17. Jahrhundert
Von 1568 bis 1569 wurde die ehemalige Kirche auf dem Hauptplatz durch Einbau einer Zwischendecke zum Rathaus umgebaut. Im Erdgeschoß wurde die Marienkapelle errichtet. Der Kunsttischler Jakob Barth aus Retz arbeitete über 30 Jahre an den Schnitzarbeiten.
1576 wurde das Sgraffitohaus errichtet. 1928 wurden die inzwischen übermalten Bilder wiederentdeckt und freigelegt.
Das auffällige Verderberhaus stammt aus dem Jahr 1583. Seinen Namen verdankt es der Familie Verderber, die das Haus im Jahr 1848 erwarb.
Der Dreißigjährige Krieg brachte Zerstörungen und die Schweden unter Lennart Torstensson, die ihr Hauptquartier in Schrattenthal aufschlugen.
David Gregor Corner (später 45. Abt von Stift Göttweig Gregor I. Cornerus) war von 1619 bis 1624 Pfarrer von Retz.
Zwischen 1660 und 1670 wurde Schloss Gatterburg als Familiensitz derer von Gatterburg errichtet. Heute beheimatet es das Fahrradmuseum von Retz. 1680 gab es eine Pestepidemie in der Stadt. An diese erinnert die Dreifaltigkeitssäule am unteren Ende des Platzes.
Seit dem Jahr 1696 dürfen die Häuser höher sein als die Stadtmauer. Dies nahmen die Dominikaner zum Anlass, ihr Kloster um ein drittes Stockwerk zu erhöhen.

### 18. und 19. Jahrhundert
In den Jahren 1701 bis 1713 wurde der Kirchturm barockisiert, 1721 bis 1728 wurde die Kirche selbst vergrößert, umgebaut und barockisiert. Das Altarbild des Heiligen Stephan, gemalt von Leopold Kupelwieser, stammt aus dem Jahr 1852.
Die erste Windmühle in Retz stammte aus dem Jahr 1772 und war aus Holz. Später bekam sie eine Nachbarin. Diese war bereits aus Stein errichtet. Diese Mühle wird aber nur noch als Wohnhaus genutzt. 1831 wurde die hölzerne Windmühle abgetragen und an deren Stelle die heute noch funktionstüchtige Mühle errichtet. An diesen Arbeiten war auch ein Maurer aus Liliendorf (Lesná u Znojma) im nahen Südmähren beteiligt. Er nutzte das erworbene Wissen, um in seinem Heimatort ebenfalls eine Windmühle zu erbauen, die später der Sohn des Retzer Windmüllers übernahm. 1927 wurde der Betrieb eingestellt. Für die TV-Serie „Der Kurier der Kaiserin“ mit Klausjürgen Wussow wurde hier die Duellszene gedreht.
Unweit von der Mühle befindet sich der Kalvarienberg. Er wurde in den Jahren 1727 bis 1737 errichtet und entstammt der Werkstatt von Jakob Seer.
Am 1. November 1871 wurde Retz durch die Österreichische Nordwestbahn an das internationale Bahnnetz angeschlossen. 1896 wurde ein jüdisches Bethaus errichtet, das heute aber nicht mehr besteht. Das Postamt stammt aus dem Jahr 1897.

### 20. Jahrhundert
Im noch heute bestehenden Dominikanerkloster lebte auch der heutige Kardinal Christoph Schönborn. Auch der Dichter Peter Turrini hielt sich einige Zeit in diesem Kloster auf. Seitdem verbindet beide eine enge Freundschaft. In der Fernsehserie „Julia – Eine ungewöhnliche Frau“ arbeitete die Hauptfigur Julia Laubach (gespielt von Christiane Hörbiger) im Retzer Bezirksgericht; das Schloss bildete die Kulisse für den Gendarmerieposten. 2002 wurde das Bezirksgericht Retz geschlossen (Gerichtszuständigkeit nun Hollabrunn).

### Bevölkerungsentwicklung
| Retz: Einwohnerzahlen von 1869 bis 2025             | Retz: Einwohnerzahlen von 1869 bis 2025 | Retz: Einwohnerzahlen von 1869 bis 2025 | Retz: Einwohnerzahlen von 1869 bis 2025 | Retz: Einwohnerzahlen von 1869 bis 2025 |
| --------------------------------------------------- | --------------------------------------- | --------------------------------------- | --------------------------------------- | --------------------------------------- |
| Jahr                                                |                                         |                                         |                                         | Einwohner                               |
| 1869                                                | 1869                                    |                                         | 5.748                                   | 5.748                                   |
| 1880                                                | 1880                                    |                                         | 6.066                                   | 6.066                                   |
| 1890                                                | 1890                                    |                                         | 6.203                                   | 6.203                                   |
| 1900                                                | 1900                                    |                                         | 6.269                                   | 6.269                                   |
| 1910                                                | 1910                                    |                                         | 6.340                                   | 6.340                                   |
| 1923                                                | 1923                                    |                                         | 6.255                                   | 6.255                                   |
| 1934                                                | 1934                                    |                                         | 6.131                                   | 6.131                                   |
| 1939                                                | 1939                                    |                                         | 5.794                                   | 5.794                                   |
| 1951                                                | 1951                                    |                                         | 5.866                                   | 5.866                                   |
| 1961                                                | 1961                                    |                                         | 5.140                                   | 5.140                                   |
| 1971                                                | 1971                                    |                                         | 4.927                                   | 4.927                                   |
| 1981                                                | 1981                                    |                                         | 4.333                                   | 4.333                                   |
| 1991                                                | 1991                                    |                                         | 4.284                                   | 4.284                                   |
| 2001                                                | 2001                                    |                                         | 4.168                                   | 4.168                                   |
| 2011                                                | 2011                                    |                                         | 4.176                                   | 4.176                                   |
| 2021                                                | 2021                                    |                                         | 4.280                                   | 4.280                                   |
| 2025                                                | 2025                                    |                                         | 4.189                                   | 4.189                                   |
| Quelle(n): Statistik Austria, Gebietsstand 1.1.2021 |                                         |                                         |                                         |                                         |

## Kultur und Sehenswürdigkeiten

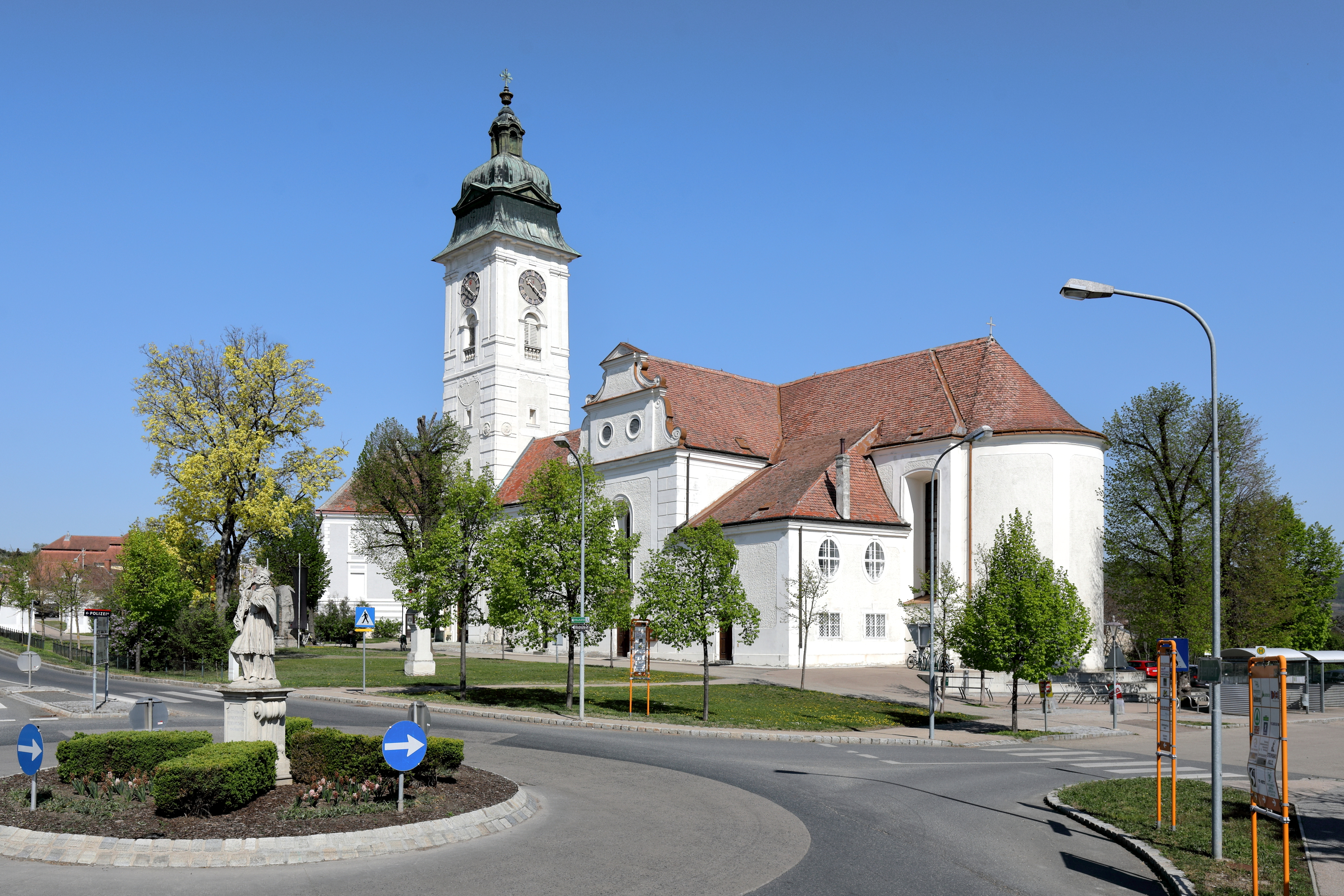
Stadtpfarrkirche Retz

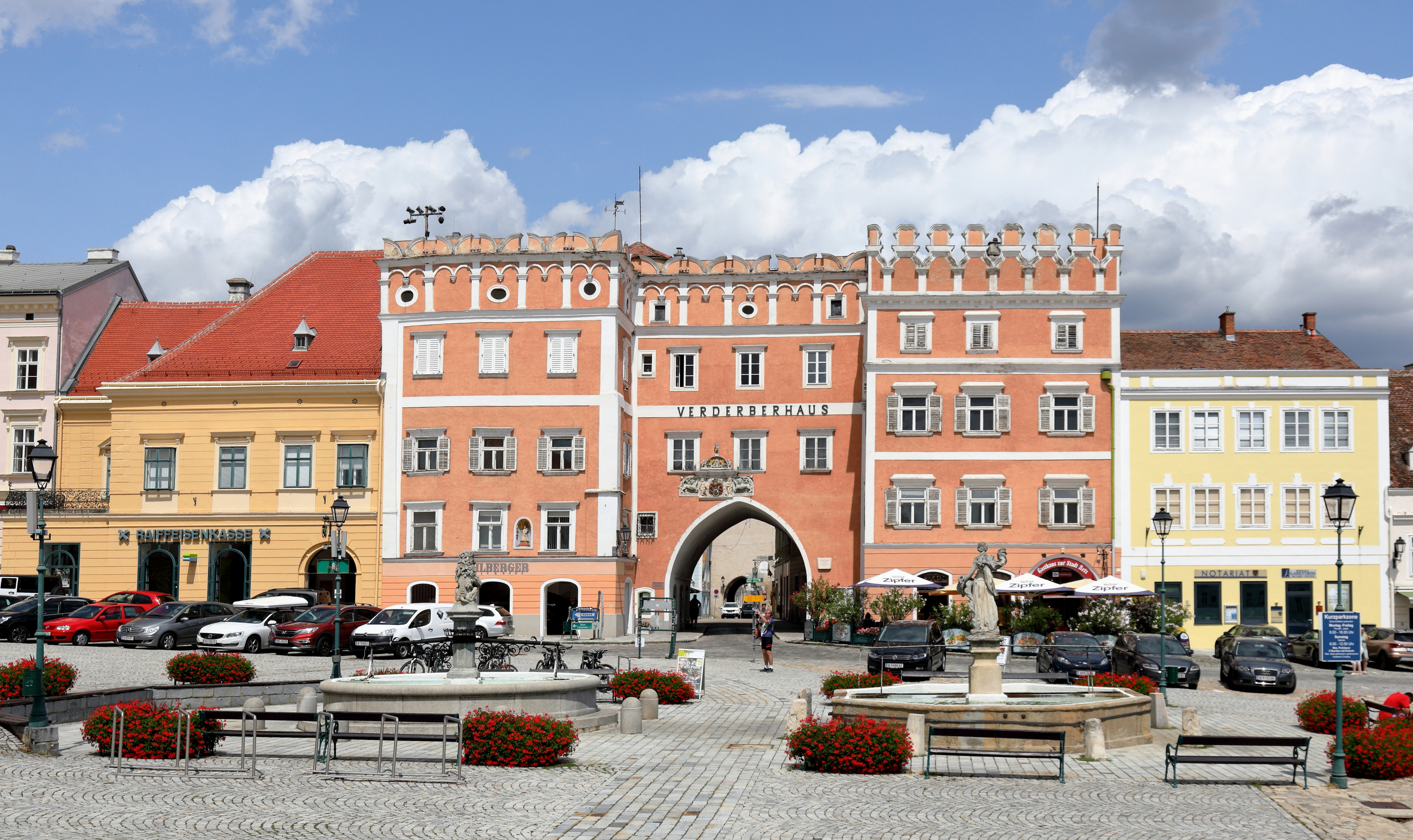
Verderberhaus

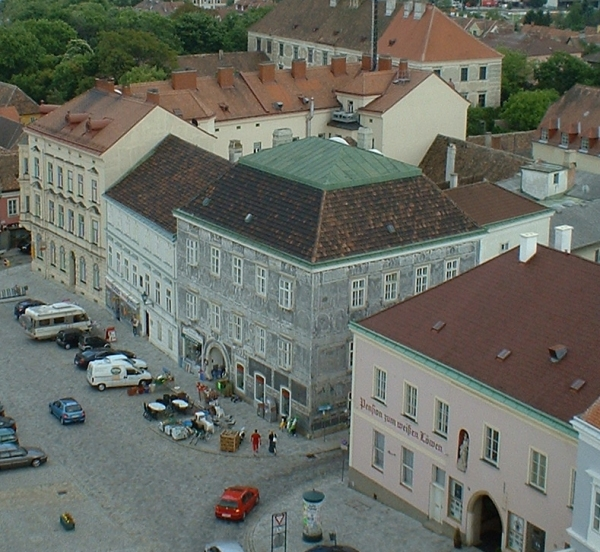
Sgraffitohaus

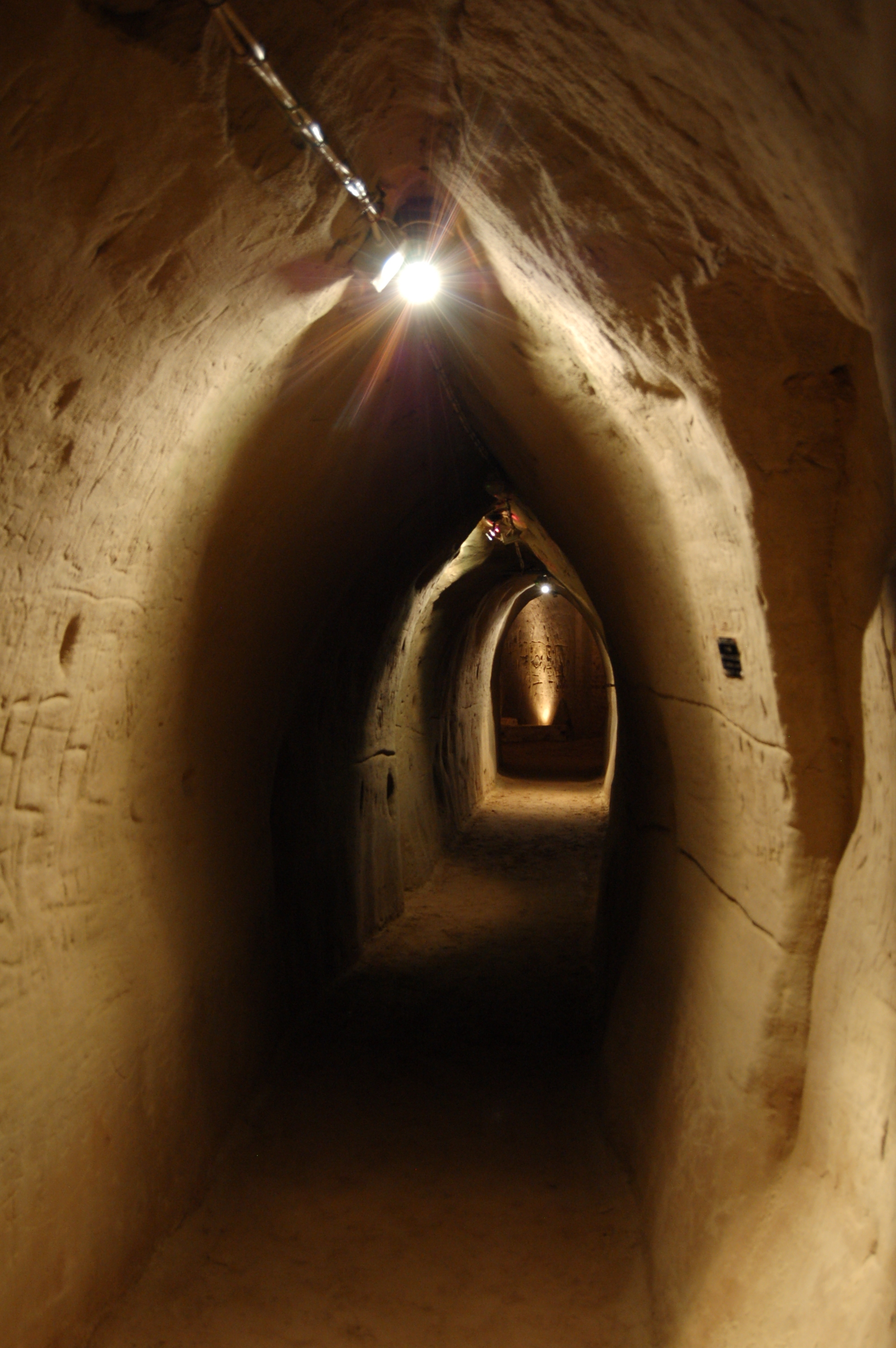
Gang im Erlebniskeller
Aufgrund der Form dieser Bauart wird dieser auch „Gaisrücken“ genannt

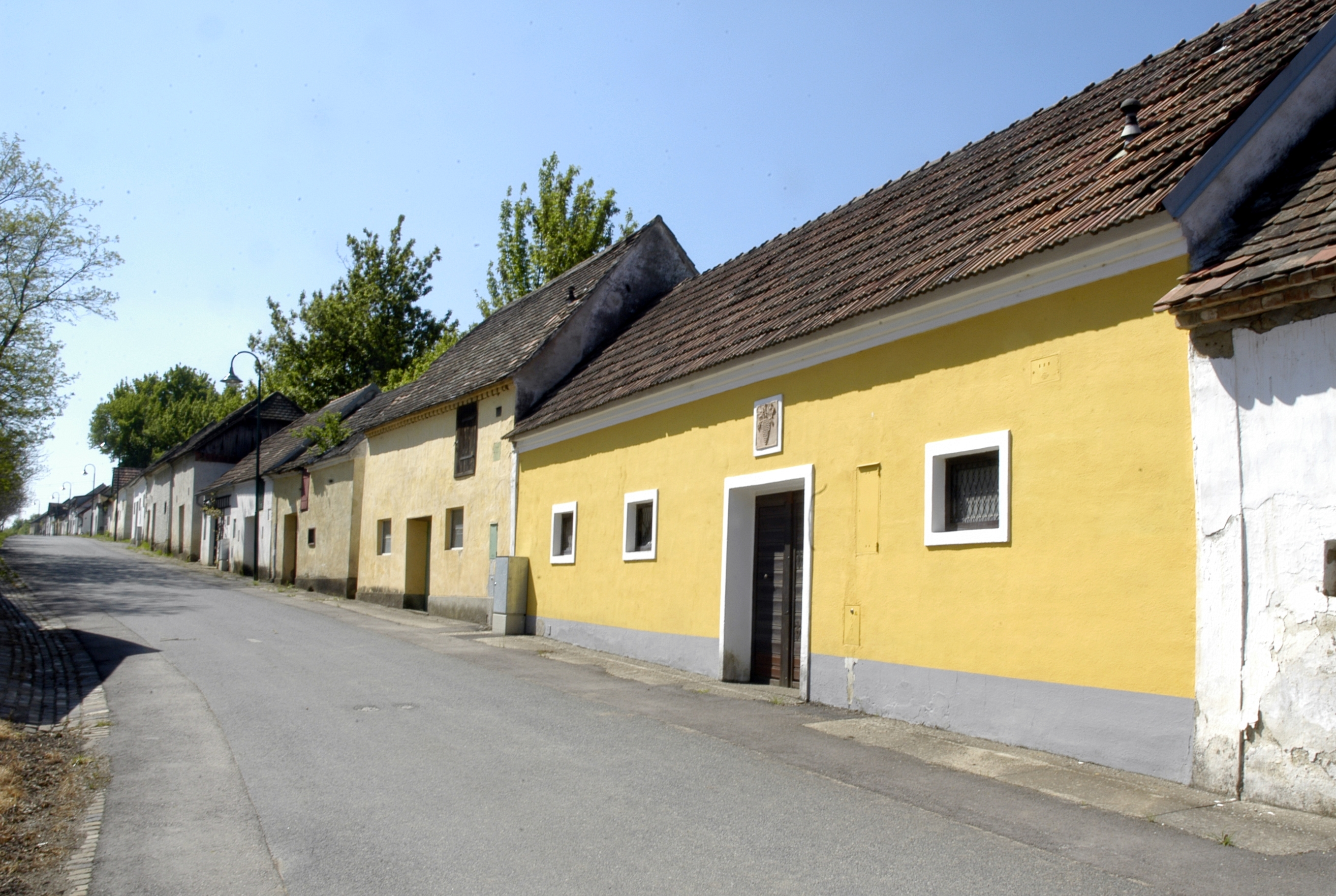
Kellergasse in Kleinhöflein

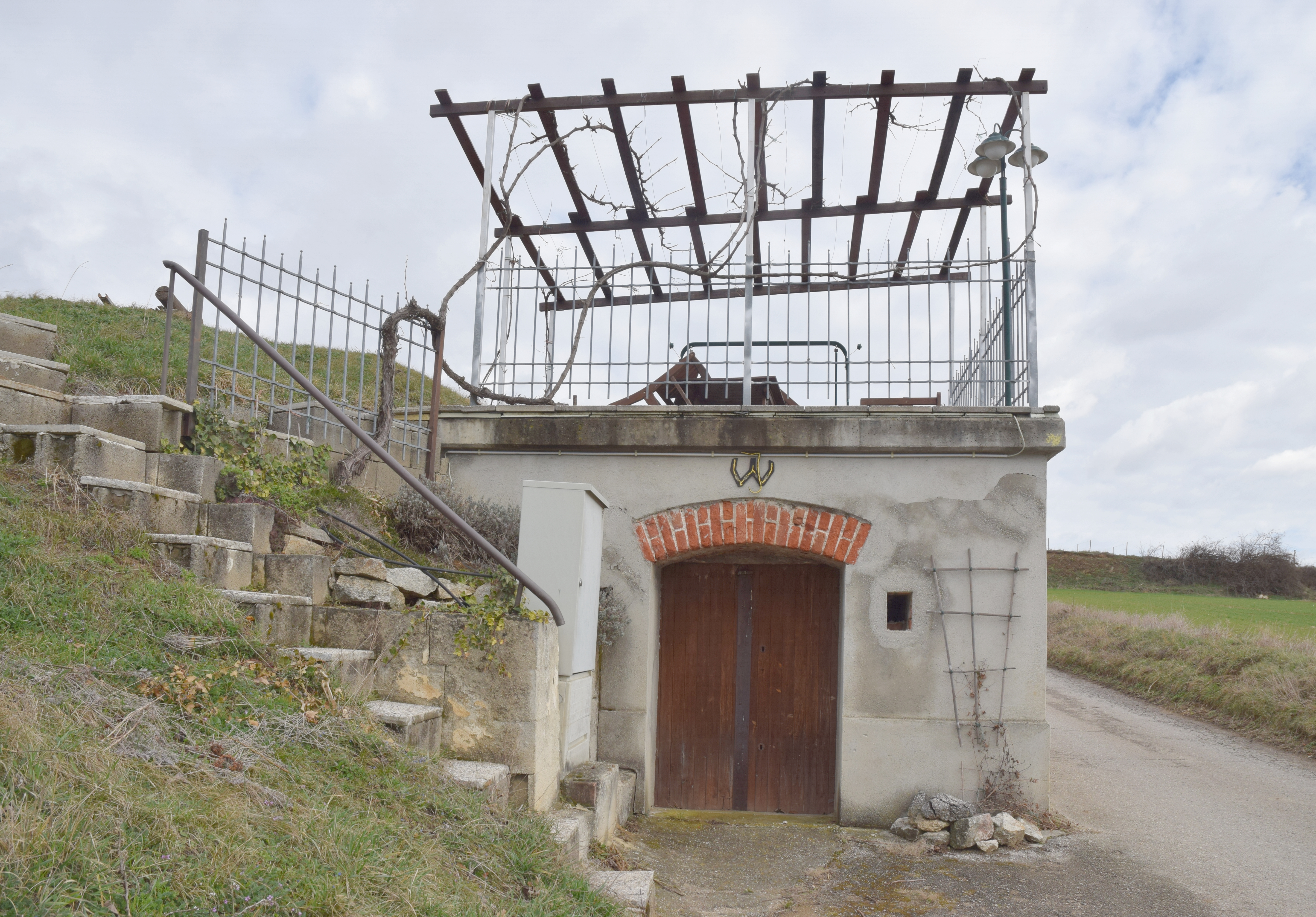
Kellergasse Kirchberggasse in Retz Altstadt

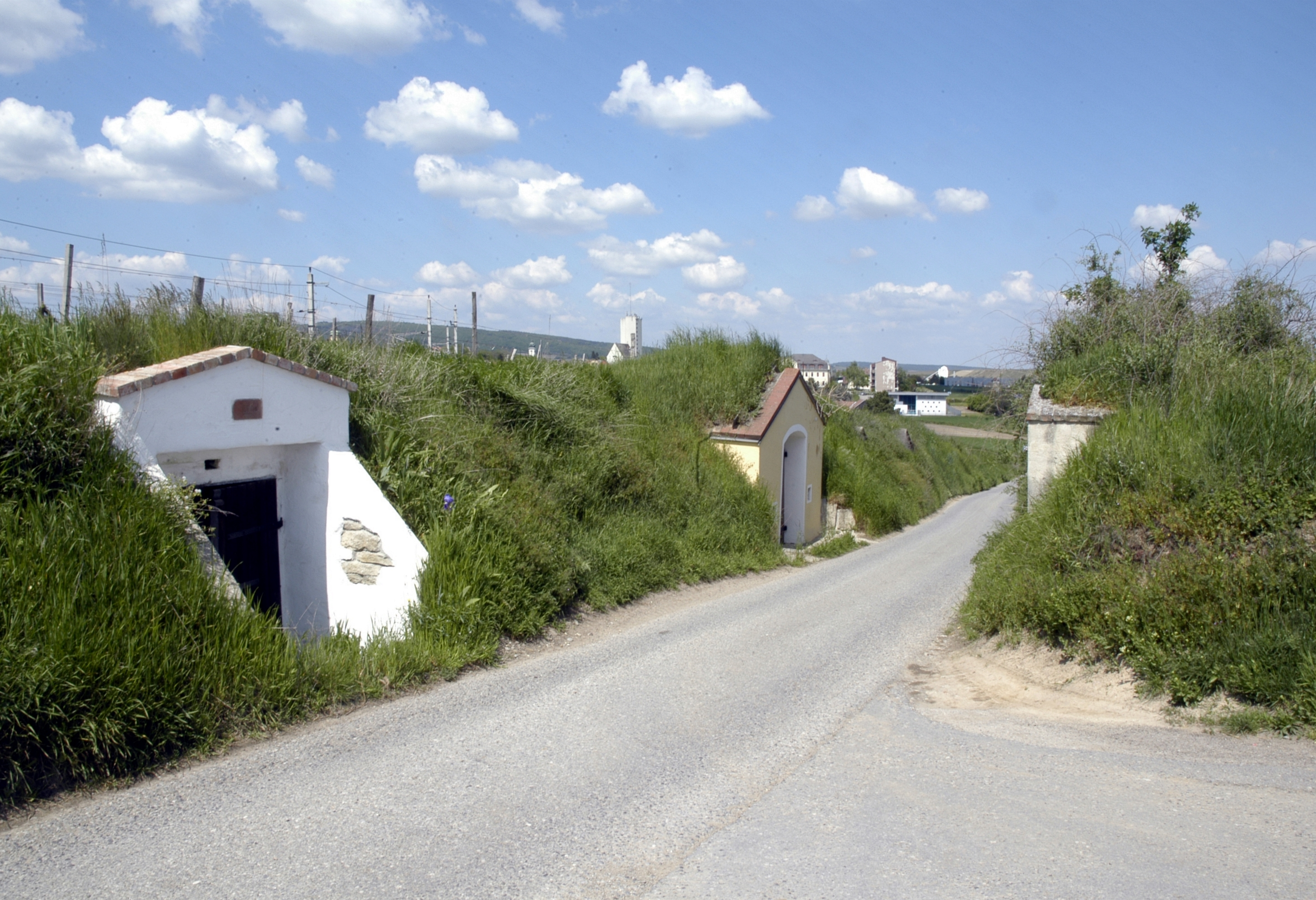
Kellergasse Hohlweg in Unternalb

- Stadtbefestigung Retz mit dem Nalbertor und Znaimertor
- Katholische Stadtpfarrkirche Retz hl. Stephanus
- Katholische Pfarrkirche Kleinhöflein hl. Josef
- Katholische Pfarrkirche Kleinriedenthal hl. Ägyd
- Dominikanerkirche und Dominikanerkloster
- Retzer Erlebniskeller: einer der größten historischen Weinkeller Mitteleuropas (siehe Weblinks)
- Stadtmuseum Retz: findet sich im Bürgersaal im Rathaus
- Museum Retz: Heimatmuseum und Südmährische Galerie, „Bürgerspital“
- Kino: Retz verfügt über ein Kino und einen Filmclub; das Kino befindet sich auf dem Hauptplatz
- Hauptplatz mit Pranger und Dreifaltigkeitssäule, das Verderberhaus im venezianischen Renaissancestil sowie Barock- und Biedermeierbauten. Unter dem Hauptplatz liegen ausgedehnte Weinkeller
- Rathaus: mit Rathausturm (es werden Führungen angeboten)
- Rathauskapelle: ausgestaltet mit prunkvollen Deckenfresken
- Sgraffitohaus
- Verderberhaus
- Schloss Gatterburg
- Retzer Windmühle: eine der beiden letzten betriebsfähigen Windmühlen in Österreich, die einzige vollständig im Original erhaltene Windmühle in Österreich
- Kalvarienberg
- Soldatenfriedhof – liegt ein wenig versteckt unweit von Windmühle und Kalvarienberg. 1979 angelegt. Hier fanden alle zuvor im Weinviertel verstreut beerdigten deutschen Gefallenen (und auch Frauen und Männer anderer Nationen) eine gemeinsame Ruhestätte.
- Fahrradmuseum: das Fahrradmuseum befindet sich im Schüttkasten, unterhalb von Schloss Gatterburg
- Kriegerdenkmal 1809
- Reblaus-Express: der Nostalgiezug verkehrt an Wochenenden vom 1.5. bis 26.10. auf der Strecke Retz-Drosendorf (siehe Verkehr)
- Schußbergmarter
- Der Gupferte Berg östlich von Unternalb ist ein ehemaliger mittelalterlicher Hausberg und beherbergt eines der wenigen österreichischen Vorkommen der Halbstrauch-Radmelde (Bassia prostrata).

Naturdenkmäler
Laut niederösterreichischem Naturschutzgesetz geschützte Naturdenkmale:
- Eierstein: Beim Eierstein handelt es sich um einen Felsen nordwestlich der Stadt, der an ein Riesenei mit teilweise aufgepeckter Schale erinnert.
- Kunsthöhlensystem Schredlkeller in Obernalb
- Felsgebilde Hangenstein mit Trockenrasen südöstlich der Stadt
- Felsgebilde Heidenstatt oder Opferstein bei Hofern

Regelmäßige Veranstaltungen
- Weintage: jährlich, von Fronleichnam an für 10 Tage
- Weinlesefest: jährlich, von Freitag bis Sonntag am letzten September-Wochenende
- Kürbisfest im Retzer Land
- Festival Retz: Festival klassischer Musik mit jeweils einer Kirchenoper, alljährlich im Juli

## Wirtschaft und Infrastruktur
Retz ist eine traditionelle Wein- und Handelsstadt.
Nichtlandwirtschaftliche Arbeitsstätten gab es im Jahr 2001 206, land- und forstwirtschaftliche Betriebe nach der Erhebung 1999 315. Die Zahl der Erwerbstätigen am Wohnort betrug nach der Volkszählung 2001 1709. Die Erwerbsquote lag 2001 bei 42,08 Prozent.
Obernalb hat eine der größten Weinbauflächen im Weinviertel.

### Verkehr
- Straße: Mit dem Auto ist Retz in etwa einer Stunde Fahrtzeit von Wien zu erreichen. Retz liegt an den beiden Landesstraßen Retzer Straße (B 35) und Thayatal Straße (B 30). Über die B 35 gelangt man in nördlicher Richtung über den mittlerweile aufgelassenen Grenzübergang Mitterretzbach nach Tschechien, die B 30 führt über die Katastralgemeinde Hofern weiter Richtung Drosendorf.

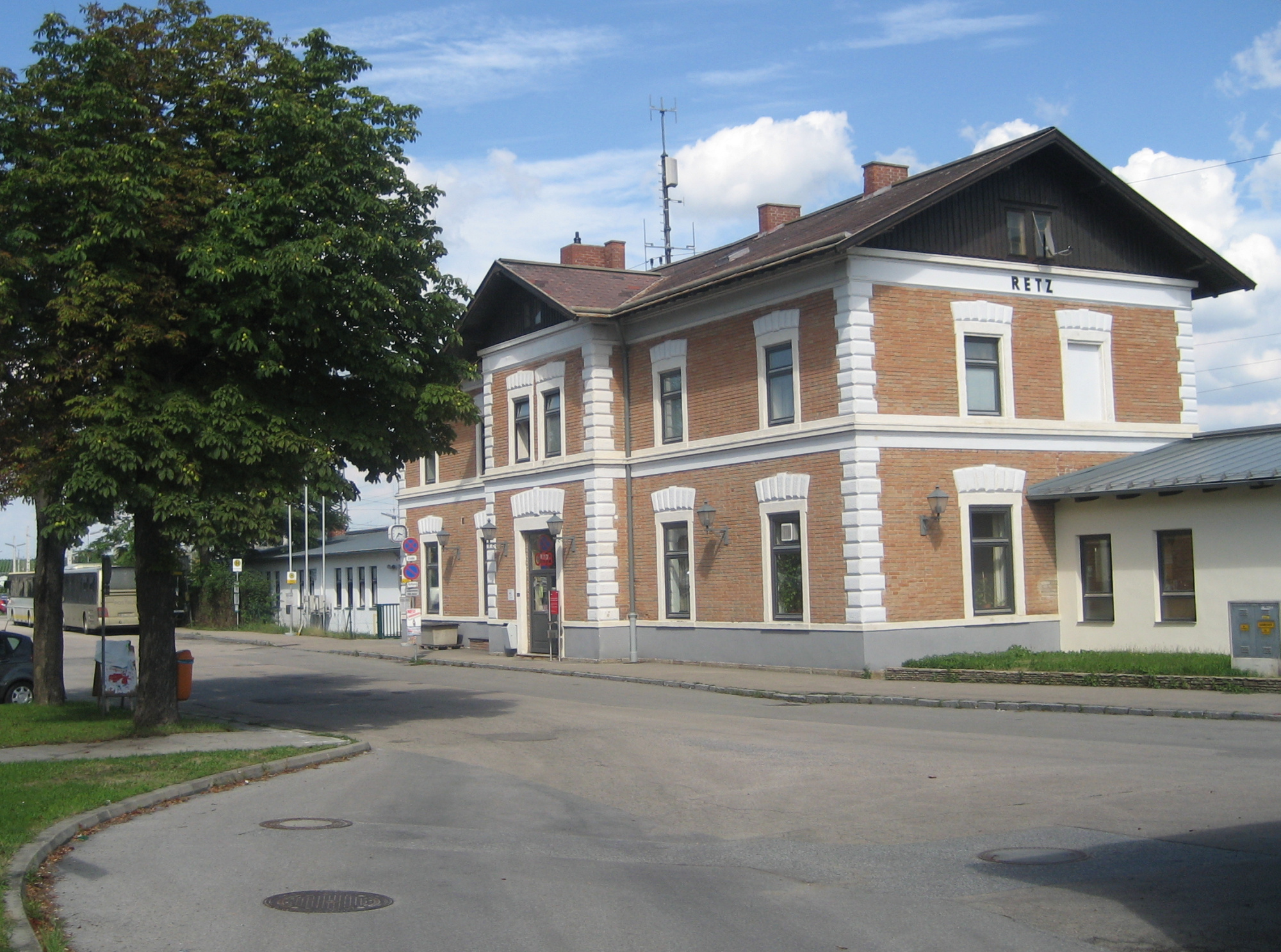
Bahnhof Retz

- Bahn: Mit dem Zug ist Retz von Wien-Meidling über Wien-Hauptbahnhof und Wien-Floridsdorf stündlich (ab Floridsdorf in rund 60 Minuten Fahrzeit) zu erreichen (zu Stoßzeiten halbstündlich). Seit Dezember 2019 besteht der Stundentakt auch am Wochenende. Der Bahnhof Retz ist ein Trennungsbahnhof mit drei Bahnsteiggleisen. Er ist die nördlichste mit einem Fahrdienstleiter besetzte Station der Nordwestbahn in Österreich. Von ihm aus führt eine der steilsten Normalspurstrecken Österreichs nach Drosendorf-Zissersdorf (errichtet 1910, Lokalbahn Retz–Drosendorf), auf der jedoch der Passagierverkehr am 9. Juni 2001 eingestellt wurde. Der verbliebene Güterverkehr bis Weitersfeld wurde im Dezember 2010 ebenfalls, als die Strecke von der NÖVOG übernommen wurde, aufgelassen. Während der Sommermonate bringt an den Wochenenden und Feiertagen ein Nostalgiezug, der „Reblaus-Express“, Radfahrer und Wanderer nach Drosendorf.[4] Nach der Grenzöffnung wurde in den 1990er Jahren auch der Bahnverkehr nach Znaim wieder aufgenommen. Seit dem Fahrplan 2007 fährt die Bahn auf einer modernisierten und elektrifizierten Strecke bis Schattau und seit dem 12. Dezember 2009 auch weiter bis zur heutigen Endstation nach Znaim.

### Bildung
- Volksschule, Vorschule und angeschlossene Sonderschule
- Hauptschule und neue Mittelschule
- Polytechnikum
- Höhere Bundeslehranstalt für Tourismus
- Bundeshandelsschule und Bundeshandelsakademie: 1925 als städtische Handelsschule gegründet

In den beiden letzteren Schulen gibt es nach der Grenzöffnung im Jahr 1989 gemischte Klassen mit österreichischen und tschechischen Schülern. 1996 fand die erste Maturaprüfung einer „Bikulturellen Klasse“ der Bundeshandelsakademie Retz statt.
- Musikschule

### Sport
- Erlebnisbad Retz: Das Erlebnisbad Retz ist ein Freibad mit einem normalen Becken mit Wasserrutsche sowie einem großen Sportbecken. Im Winter gibt es neben dem Sportbecken eine Eislaufbahn. Das Bad befindet sich in der Nähe des Schlosses der Familie Suttner-Gatterburg.
- Skatepark: ein neu erbauter Skatepark befindet sich in der Nähe der Ortsausfahrt Richtung Kleinhöflein bei der Freiwilligen Feuerwehr.
- Basketball- und Fußballplatz: befindet sich gleich neben dem Skatepark
- Stadion des SC Retz: das Stadion des SC Retz ist unweit des Bahnhofes. Es fasst ca. 2500 Zuschauer, davon sind ca. 1200 Plätze überdacht. Erbaut wurde es im Sommer 1955, das Eröffnungsspiel wurde gegen den damaligen italienischen Erstligisten FC Bologna ausgetragen.
- Durch Retz führen der Ostösterreichische Grenzlandweg sowie der Europäische Fernwanderweg E8. Ferner endet hier der Thayatalweg.

## Politik
Der Gemeinderat hat 25 Mitglieder.

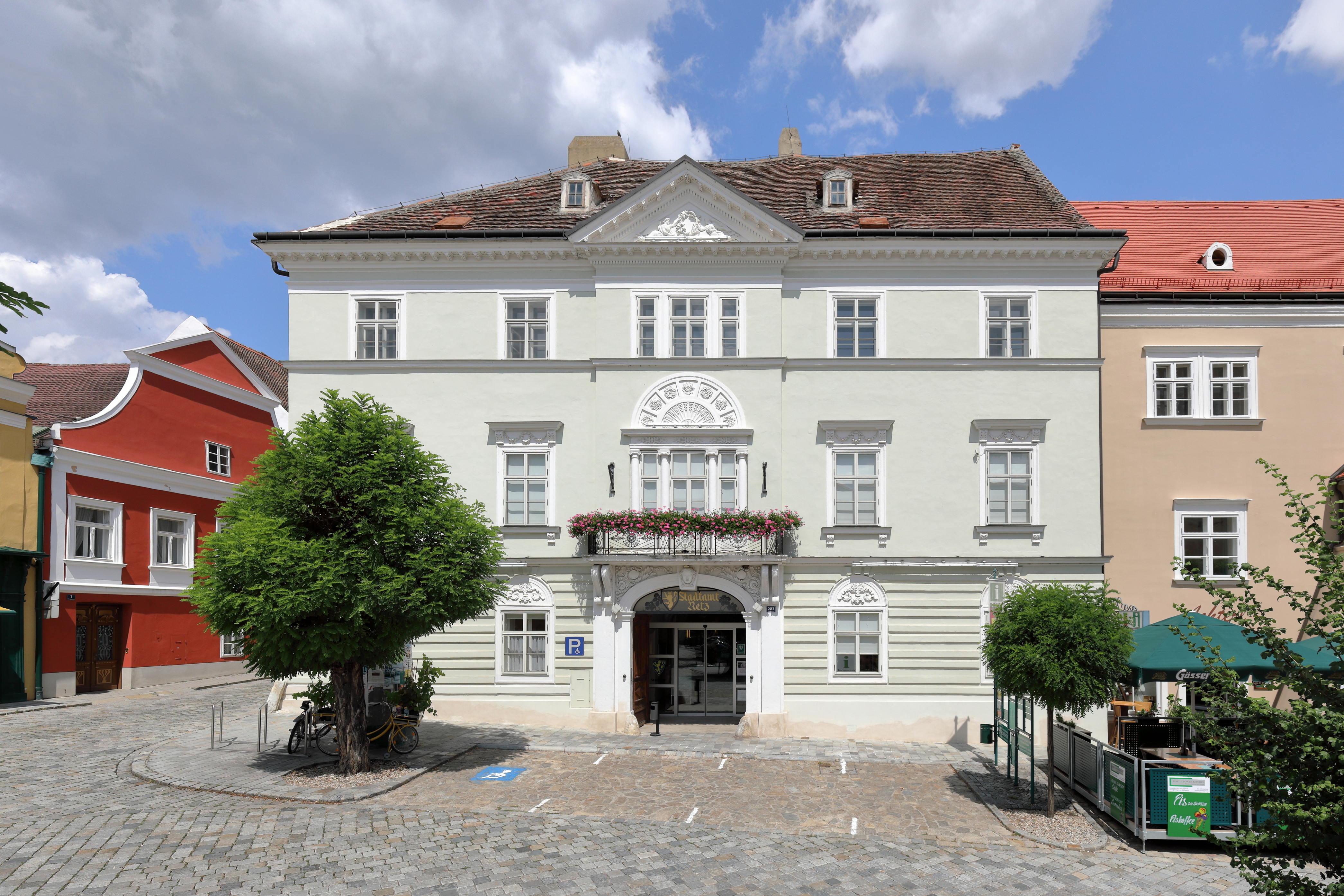
Stadtamt von Retz

- Mit den Gemeinderatswahlen in Niederösterreich 1990 hatte der Gemeinderat folgende Verteilung: 17 ÖVP, 5 SPÖ, 2 FPÖ und 1 Sonstige.
- Mit den Gemeinderatswahlen in Niederösterreich 1995 hatte der Gemeinderat folgende Verteilung: 17 ÖVP, 6 SPÖ, 1 FPÖ und 1 Bürgerliste Hebenstreit für Gerechtigkeit.[5]
- Mit den Gemeinderatswahlen in Niederösterreich 2000 hatte der Gemeinderat folgende Verteilung: 18 ÖVP, 6 SPÖ und 1 FPÖ.[6]
- Mit den Gemeinderatswahlen in Niederösterreich 2005 hatte der Gemeinderat folgende Verteilung: 16 ÖVP, 8 SPÖ und 1 Grüne.[7]
- Mit den Gemeinderatswahlen in Niederösterreich 2010 hatte der Gemeinderat folgende Verteilung: 16 ÖVP, 7 SPÖ, 1 Grüne und 1 FPÖ.[8]
- Mit den Gemeinderatswahlen in Niederösterreich 2015 hatte der Gemeinderat folgende Verteilung: 10 ÖVP, 7 FÜRETZ–Wir für Retz, 6 SPÖ und 2 Grüne.[9]
- Mit den Gemeinderatswahlen in Niederösterreich 2020 hatte der Gemeinderat folgende Verteilung: 17 ÖVP, 3 WFR–Wir für Retz, 3 Grüne und 2 SPÖ.[10]
- Mit den Gemeinderatswahlen in Niederösterreich 2025 hat der Gemeinderat folgende Verteilung: 16 ÖVP, 3 SPÖ, 2 WFR–Wir für Retz, 2 Grüne und 2 FPÖ.[11]

### Bürgermeister
- bis 2005 Karl Fenth (ÖVP)
- 2005–2015 Karl Heilinger (ÖVP)
- 2015–2021 Helmut Koch (ÖVP)
- seit 2021 Stefan Lang (ÖVP)

### Wappen
|  | Blasonierung: „Auf blauem Schild, ein gelöwter goldener, goldgekrönter und goldbewehrter Löwe.“ |
|  |                                                                                                 |

### Gemeindepartnerschaften
- seit 2006 Rötz in Bayern, Deutschland
- seit ? Hainburg in Hessen, Deutschland
- seit ? Znojmo (Znaim) in Mähren, Tschechien

## Persönlichkeiten

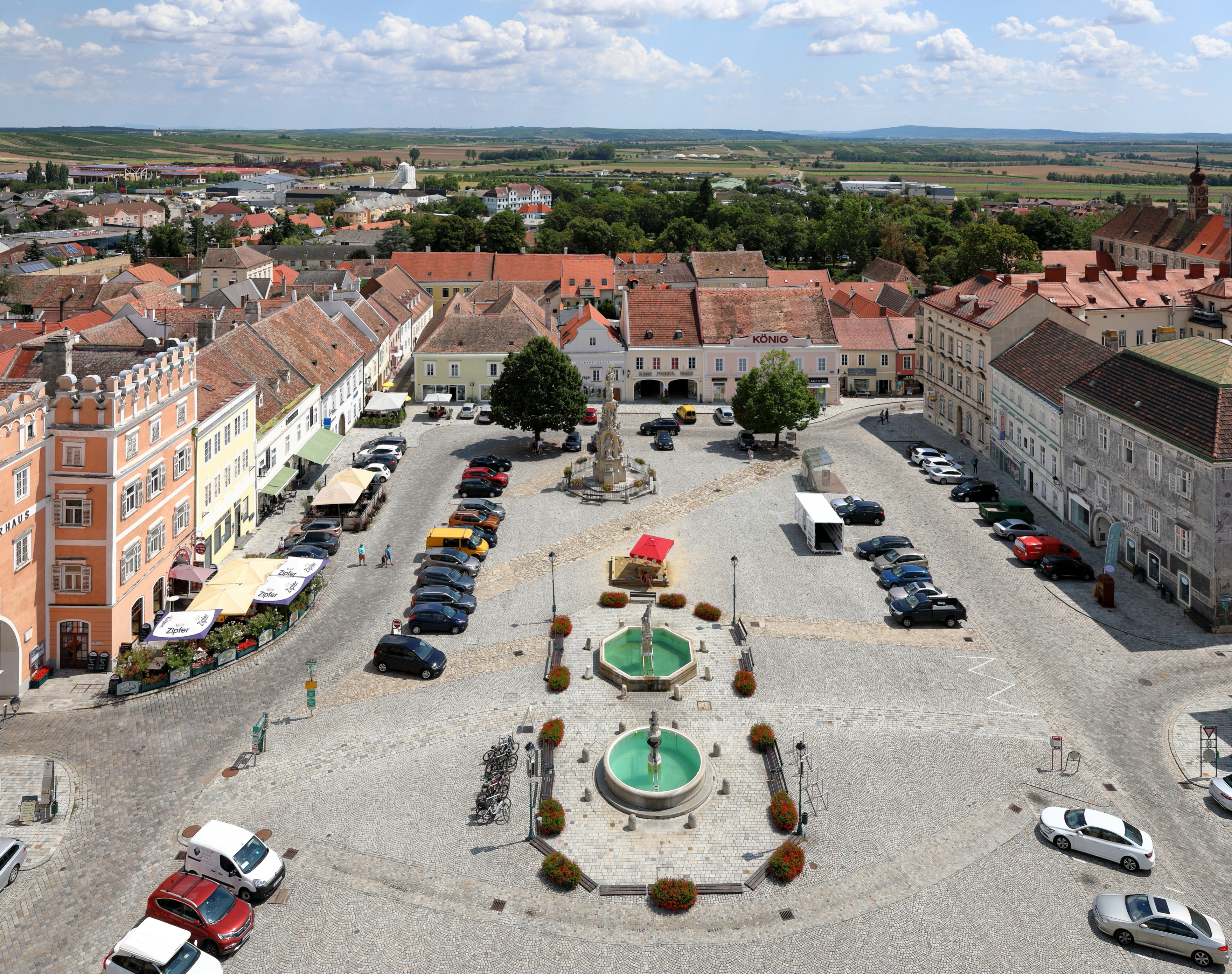
Blick vom Rathausturm über den Hauptplatz in Richtung Osten

### Ehrenbürger der Gemeinde
- Alois Richter, Bürgermeister von 1900 bis 1906[12]
- Hannes Bauer (* 1941), Abgeordneter zum Nationalrat
- Christiane Hörbiger (1938–2022), Schauspielerin, Hauptdarstellerin des in Retz gedrehten TV-Films Julia – Eine ungewöhnliche Frau[13]
- Cyrill Blei, Bäckermeister
- Karl Fenth, Alt-Bürgermeister[14]
- Helmut Koch, Alt-Bürgermeister[15]
- Adolf Lehr, Alt-Bürgermeister[16]
- Erwin Pröll
- Christoph Kardinal Schönborn, Erzbischof em. von Wien

### Söhne und Töchter der Gemeinde
- Franz von Retz (um 1343–1427), Dominikaner, Theologe und Hochschullehrer
- Karl Josef Graf von Gatterburg (1775–1827), Adeliger, Major und Ritter des Maria-Theresia-Ordens
- Moritz von Eigner (1822–1900), Advokat und Politiker
- Ludwig Czischek-Christen (1855–1951), Erfinder, Techniker[17]
- Hugo Steiner (1878–1969), Esperantist
- Franz Zeidler (1883–1945), Richter und Reichsgerichtsrat
- Leopold Leutgeb (1891–1948), Geistlicher und Politiker
- Josef Höllige (1893–1944), Disponent, Politiker und Abgeordneter zum Landtag von Niederösterreich
- Bruno Buzek (1911–1973), Architekt
- Gottfried Roth (1923–2006), Mediziner, Neurologe, Psychiater und Hochschullehrer
- Walter Mayr (* 1943), Politiker, Mitglied des österreichischen Bundesrates
- Hermes Phettberg (* 1952 in Hollabrunn als Josef Fenz; † 2024), Schauspieler, Autor und -Moderator
- Clara Luzia (* 1978 als Clara Luzia Maria Humpel), Musikerin
- Johannes Aujesky (* 1993), Freestyle-Skier

## Filme
- In Retz und im Umland um die Weinstadt wurde die TV-Serie Julia – Eine ungewöhnliche Frau mit Christiane Hörbiger und Peter Bongartz in den Hauptrollen gedreht. Die Filme wurden im ORF und im Ersten Deutschen Fernsehprogramm ausgestrahlt.